# Dávid Gyula (politikus)
Dávid Gyula (Budapest, 1948. szeptember 3. –) magyar jogász, vízilabdázó, politikus, 2002 és 2006 között az Országgyűlésben a Magyar Szocialista Párt frakciójának tagja.

## Élete
Az Eötvös Loránd Tudományegyetem Állam- és Jogtudományi Karán végzett 1977-ben. Ügyvédi szakvizsgáját 1979-ben tette le. 1977-től Újpesten, a 11. számú, majd 1984-től kezdődően a Dél-Budán lévő 12. számú Ügyvédi Munkaközösség tagja, 1991 óta a budapesti Dávid Társas Ügyvédi Iroda vezetője. 1988-tól egy cikluson keresztül az Országos Ügyvédi Tanács tagja. 1963-tól 1977-ig élsportoló, magyar bajnok, többszörös válogatott vízilabdázó. Későbbi éveiben is aktív maradt: tengeri túravitorlázó és hegyi túrázó. Pártonkívüli. Tárgyalási szinten beszél angolul, alapfokon németül, valamint horvátul.
Nős, hat gyermek édesapja. Iván, Zsófi, Áron, Gyula Márton, Edit és Zoltán.

## A politikában
2002-től 2006-ig a Magyar Szocialista Párt országos listájáról szerzett mandátummal az Országgyűlés, a Nemzetbiztonsági és a Honvédelmi Bizottság, valamint az Európai Ügyek bizottságának tagja. Ebben az időszakban meghívott tagja a Gazdasági Bizottság Energetikai Albizottságának. Tagja volt a Mécs-bizottságnak is.
A MOL Igazgatóságának a Magyar Energia Hivatal által delegált tagja volt 2008. április 23-ától 2009-ig.